# Tarenna odorata
Tarenna odorata là một loài thực vật có hoa trong họ Thiến thảo. Loài này được (Roxb.) B.L.Rob. miêu tả khoa học đầu tiên năm 1910.